# Atomaria turgida
Atomaria turgida är en skalbaggsart som beskrevs av Wilhelm Ferdinand Erichson 1846. Atomaria turgida ingår i släktet Atomaria, och familjen fuktbaggar. Arten är reproducerande i Sverige.